# Матвеев, Николай Михайлович (государственный деятель)
Никола́й Миха́йлович Матве́ев (рус. дореф. Николай Михайловичъ Матвѣевъ, 10 (22) мая 1876, Богдать, Забайкальская область, Российская империя — 20 апреля 1951, Москва, РСФСР, СССР) — российский и впоследствии советский государственный партийный деятель. Участник Гражданской войны в России на Дальнем Востоке. Второй и последний председатель Правительства Дальневосточной республики.

## Биография
Родился в селе Богдать, Нерчинско-Заводского уезда Забайкальской области в семье забайкальского казака. Окончил Иркутское юнкерское училище, в 1896 — Нерчинско-Заводское горное училище. Работал землемером при правлении Забайкальского казачьего войска.
С начала 1900-х в социал-демократическом движении. Летом 1917 вступил в РСДРП(б).
В апреле-августе 1917 — председатель войскового комитета Забайкальского казачьего войска. С февраля 1918 был председателем Забайкальского областного СНК, один из организаторов борьбы с семёновщиной, режима белогвардейского атамана Григория Семёнова в Забайкалье и на Дальнем Востоке в годы Гражданской войны. После временного падения Советской власти скрывался в амурской тайге, был арестован японскими интервентами и заключён в концлагерь под Хабаровском. Был освобождён, затем в партизанском движении, заведующий политотделом партизанской армии в Приамурье. В 1920 году вёл партийную работу в Хабаровске и Благовещенске. С ноября 1920 — член правительства ДВР и военный министр. В августе 1921 — ноябре 1922 — председатель правительства ДВР, член Дальбюро ЦК РКП(б). С 1923 находился на хозяйственной работе. Умер в Москве, похоронен на московском Новодевичьем кладбище.